# Lophioidei
Lophioidei é uma subordem monotípica da ordem Lophiiformes, cuja única família é Lophiidae. Este grupo inclui, entre outras espécies, os tamboris, espécies com grande interesse comercial.